# 蕭正仁
臨川哀世子蕭正仁（5世紀—511年），字公業，梁文帝蕭順之之孫，臨川靖惠王萧宏之長子。
天監元年（502年），蕭衍建立南梁，封第六弟萧宏為臨川郡王，拜蕭正仁為臨川國世子。蕭正仁後出任吳興太守，有治能。天監十年（511年），蕭正仁去世，諡哀世子。
蕭正仁死後無子，梁武帝遂以萧宏第五子蕭正立為臨川國世子。